# Lauttasaari
Lauttasaari (en sueco Drumsö, literalmente isla del barco) es un distrito y una isla en forma de L invertida de 3,75 km² del golfo de Finlandia situada al oeste del centro de Helsinki, municipalidad a la que pertenece. Con sus casi 20 000 habitantes es la segunda isla más poblada de Finlandia. 
Inicialmente poco poblada y rural, tuvo una gran urbanización a partir de los años 1930 y una importante industrialización en los 50. Con el cierre de la mayor parte de las fábricas, se ha ido convirtiendo en un barrio residencial en los últimos años.
De clima continental suavizado por el océano, y con precipitaciones de 700 mm, Drumsö no tiene corrientes hídricas por su urbanización y es bañada por el mar Báltico y el océano Atlántico dentro de un apéndice marítimo compuesto por cuatro bahías que se van sucediendo Keilalahti, Laajalahti, Seurasaarenselkä y Lauttasaarenselkä. Lauttasaari cierra el acceso de la tercera y define la forma de la última, situada más al sur, con la costa oeste de la península vecina. 
Frente a la capital del país, alrededor tiene otras islas del archipiélago, al norte a sólo sesenta metros de distancia está Kaskisaari, a 300 m Lehtisaari y Seurasaari a 1,1 km. Al sur Melkki y al oeste Koivusaari, Hanasaari, Tiirasaari y Mäntysaari y la costa de Espoo.
La isla de Lauttasaari constituye con otras islas vecinas (Koivusaari, Tiirasaari, Mäntysaari y Käärmeluodot) el distrito de Lauttasaari de Helsinki, al sudeste de la ciudad. 

## Geología
No difiere mucho de la del sur del país. El suelo granítico hercínico se fue modelando durante las glaciaciones. Con el retraimiento del hielo tras el pleistoceno, la isla estaba bajo el mar a causa del hundimiento de la corteza terrestre. Hace 7000 años, las fuerzas isostáticas provocan la emersión de tres islotes rodeados de bloques erráticos que se fusionarían en una sola isla que se iría recubriendo de sedimentos. Estas tres islas originarias son las que darían forma a los principales relieves de Lauttasaari: Myllykallio (La Roca del Molino), Kotkavuori (El Monte del Águila) y Veijarivuori (El Monte del Bufón). Actualmente la corteza terrestre sigue elevándose 2,5 mm al año de media sobre el nivel del mar.

## Flora y fauna

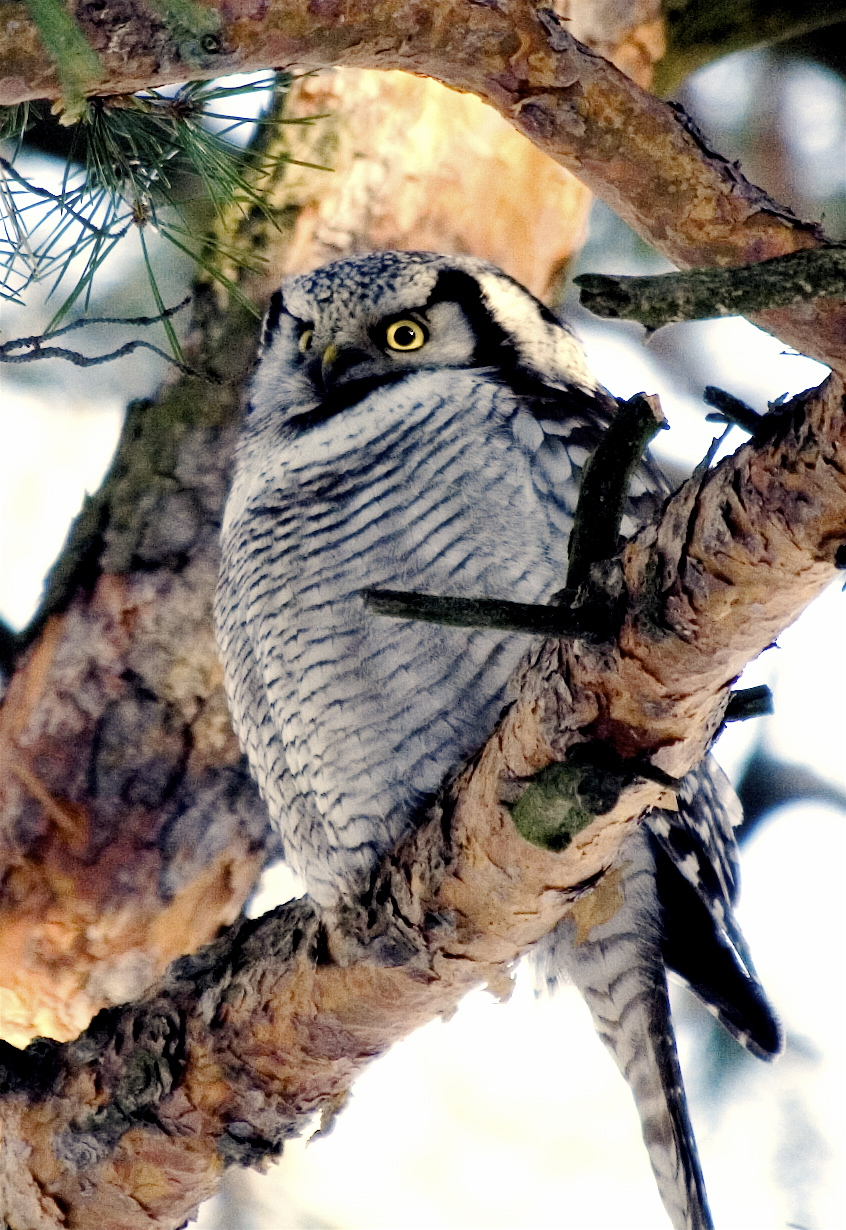
Una lechuza gavilana en Lauttasaari.

La mayor parte de la isla está constituida por bosques típicos del sur de Finlandia: pinos, abetos, abedules… El sotobosque es particularmente rico en primavera (Corydalis solida, ranúnculos, helechos, mirtilos…) y también destacan plantas litorales como Aster tripolium.
La fauna está limitada a causa de la urbanización. Hay poblaciones de rana bermeja, liebre de las nieves u hormigas faraón, pero sobre todo el distrito es importante por su avifauna: hay distintas poblaciones de cisnes, gaviotas o charranes, además de búhos y lechuzas.

## Historia

### Primeros habitantes
Se menciona por primera vez la isla como Drommensby en 1543 en un texto de una parroquia de Helsinki, se cree que la isla era frecuentada por pescadores y que habría cuatro residentes permanentes. En 1577, durante la Guerra de Livonia, 1200 caballeros tártaros del zar Iván el terrible atravesaron el Golfo de Finlandia y saquearon la zona. En 1629 se la cedió al capitán de caballería Gerd Skytte, fundador de una casa solariega. Más tarde la isla se cedieron a la ciudad de Helsinki y pasaron por numerosos propietarios, mientras Finlandia pasaba a manos de la Rusia imperial y al final de la Guerra de Finlandia se convertía en un Gran Ducado. La isla permanecía en manos privadas y casi inhabitada hasta el siglo XVIII.

### Guerra de Crimea y militarización rusa
Durante los años 1850, se construyeron cuatro fortificaciones en previsión de la Guerra de Crimea. La isla fue bombardeada en esta guerra por una flotilla ango-francesa de 80 barcos.

### Desarrollo y urbanización de la isla
Empieza a conocer una fuerte urbanización retrasada más tarde por la Segunda Guerra Mundial, pero el acontecimiento más significativo fue la inauguración de un barco hasta Helsinki continental de donde proviene su nombre (Isla del Barco). 
Durante los años 1950 sufrió grandes modificaciones, sobre todo a raíz de los Juegos Olímpicos de Helsinki 1952. Se fueron creando muchas fábricas y la población fue aumentando.